# 佐藤山
佐藤山（さとうやま）は宮城県東松島市にある私設の津波避難施設である。

## 概要
「石巻かほく」の記事によれば、タクシー経営を行っていた地元の男性は、仕事で沿岸部へ観光客を案内していたときに、1960年のチリ地震と同規模の地震発生時の津波からの避難誘導方法について対策が必要と考えていた。退職金をもとに、津波の襲来に備えこの男性により1999年から約10年かけて、野蒜地区の標高30メートルの高台で津波避難施設の整備が行われた。2011年の東日本大震災では約70名が避難した。

## 東日本大震災以降
日本国内の地方自治体からの視察のほか、「石巻かほく」の記事によれば、日本国外の20か国から視察されているほか、東日本大震災のときの出来事をもとに絵本もつくられ、英語やインドネシア語にも翻訳された。このエピソードは国際協力機構の東松島市・アチェ州との草の根技術協力にてテキストして使用されている。男性は2012年に社会貢献支援財団により表彰を受けている。